# Zastava Srbije
Zastava Srbije (srbsko Застава Србије), znana tudi kot trobojnica (тробојка, trobojka) je sestavljena iz treh enako širokih vodoravnih pasov, rdeče barve na vrhu, modre v sredini in bele na dnu. Ista tribarvna kombinacija se v spreminjajočih se različicah zastave uporablja že od 19. stoletja kot zastava države Srbije in srbskega naroda. Sredi zastave, zamaknjen proti drogu, je mali državni grb. Razmerje dolžine in višine zastave je 3:2.
Trenutna oblika zastave je bila sprejeta leta 2004, nekoliko preoblikovana pa je bila leta 2010.